# Kroatisch-slowenischer Bauernaufstand
Der kroatisch-slowenische Bauernaufstand (kroatisch: Seljačka buna) ist die Bezeichnung für einen Bauernaufstand in der Region Zagorje, Krain und der Steiermark im Jahr 1573.

## Vorgeschichte

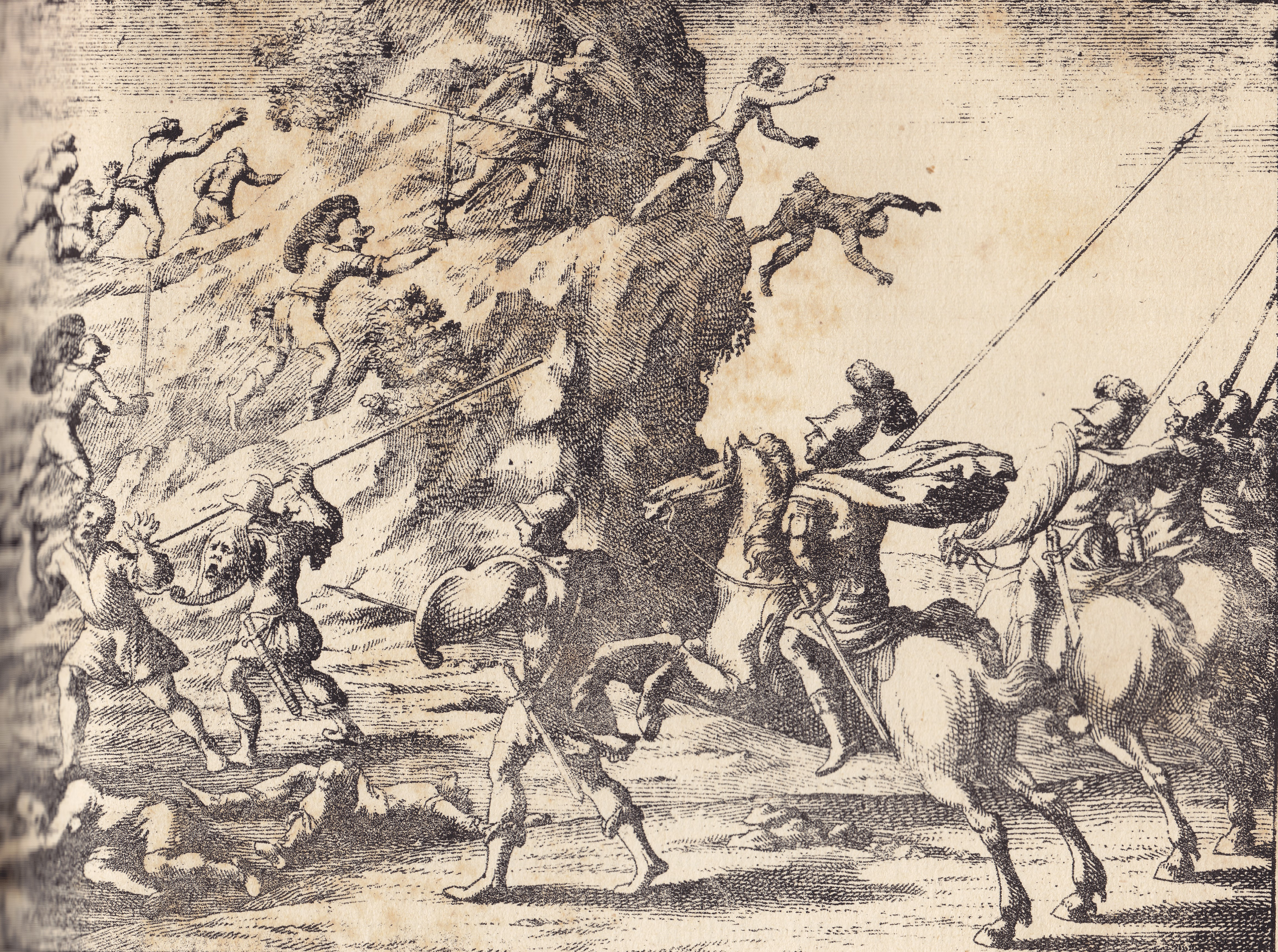
Die Verfolgung der besiegten Bauern in das Gebirge (1573) von Johann Weichard von Valvasor aus dem Jahr 1689

Zwischen dem 15. Und 16. Jahrhundert wuchs die Unzufriedenheit der Bauern in den Ländern vom Königreich Kroatien und Slawonien zunehmend, was auf die schlechte Behandlung des kroatischen Adels ihnen gegenüber zurückzuführen war. Die Grundbesitzer und Herren setzten in ihren gegenseitigen Kämpfen um Besitztümer oft ihre Leibeigene ein. Darüber hinaus wurden sie durch die Erhebung hoher Steuern und die Einschränkung des Bauernhandels in eine katastrophale wirtschaftliche Lage gebracht. Außerdem wurde das Leben der dortigen Einwohner durch die ständigen Kampfhandlungen mit den Osmanen und deren Eroberungsversuche stark beeinträchtigt.
Die Unzufriedenheit spitzte sich ab 1570 erheblich zu als der Gutsbesitzer der Herrschaft Susegrad-Stubica Franjo Tahy mit seinen Soldaten die Bevölkerung gewaltsam unterdrückte und die Rechte der Bauern mit weiteren Steuern belastete sowie deren Bewegungsfreiheit einschränkte. Mehrfach beschwerten sich die Bauern offen bei König Maximilian II. aus dem Hause Habsburg der zunächst zu vermitteln versuchte. Als dann noch das damalige kroatische Parlament unter Ban Juraj Drašković die Bauern wegen deren zunehmenden Widerstandes zu Vaterlandsverrätern erklärte, was einem Hochverrat gleich gesetzt wurde, kippte die Stimmung und es formierte sich bei der Bevölkerung ein bewaffneter Aufstand.

## Organisation des Aufstands
Die Vorbereitungen für den Aufstand begannen bereits im Jahr 1572, als Matija Gubec, Ivan Pasanec und Ivan Mogaić ein gemeinsames Bündnis schlossen und eine Art Übergangsregierung mit Sitz in Stubica gründeten. Zum militärischen Hauptakteur des Aufstands wurde Ilija Gregorić gewählt, der bereits über sehr gute militärische Erfahrungen im Kampf gegen die Osmanen verfügte. Dabei wurden ihm unter seiner Befehlsgewalt zwölf weitere Kommandeure mit Soldaten unterstellt. Das Hauptziel des Aufstands war nicht nur die Befreiung der Leibeigenen von der Feudalherrschaft des kroatischen Adels, sondern auch die Errichtung einer Bauernregierung und die Übernahme und Koordination der weiteren Verteidigung gegen die Osmanen, die immer wieder Eroberungsfeldzüge in diesem Gebiet unternahmen. Des Weiteren wurde unter anderem die Einführung einer allgemeinen Steuer sowie einer allgemeinen Wehrpflicht als auch die Abschaffung feudaler Handelsbeschränkungen beschlossen. Um dem Aufstand möglichst eine große Wirkung zu verleihen, wurden Verbindungen zu den krainischen und steirischen Leibeigenen und Bauern aufgebaut. Außerdem wurde durch die Anführer versucht, Kontakte zu den Uskoken aus Žumberak herzustellen, was jedoch scheiterte und diese sich später auf die Seite des Adels schlugen.

## Verlauf

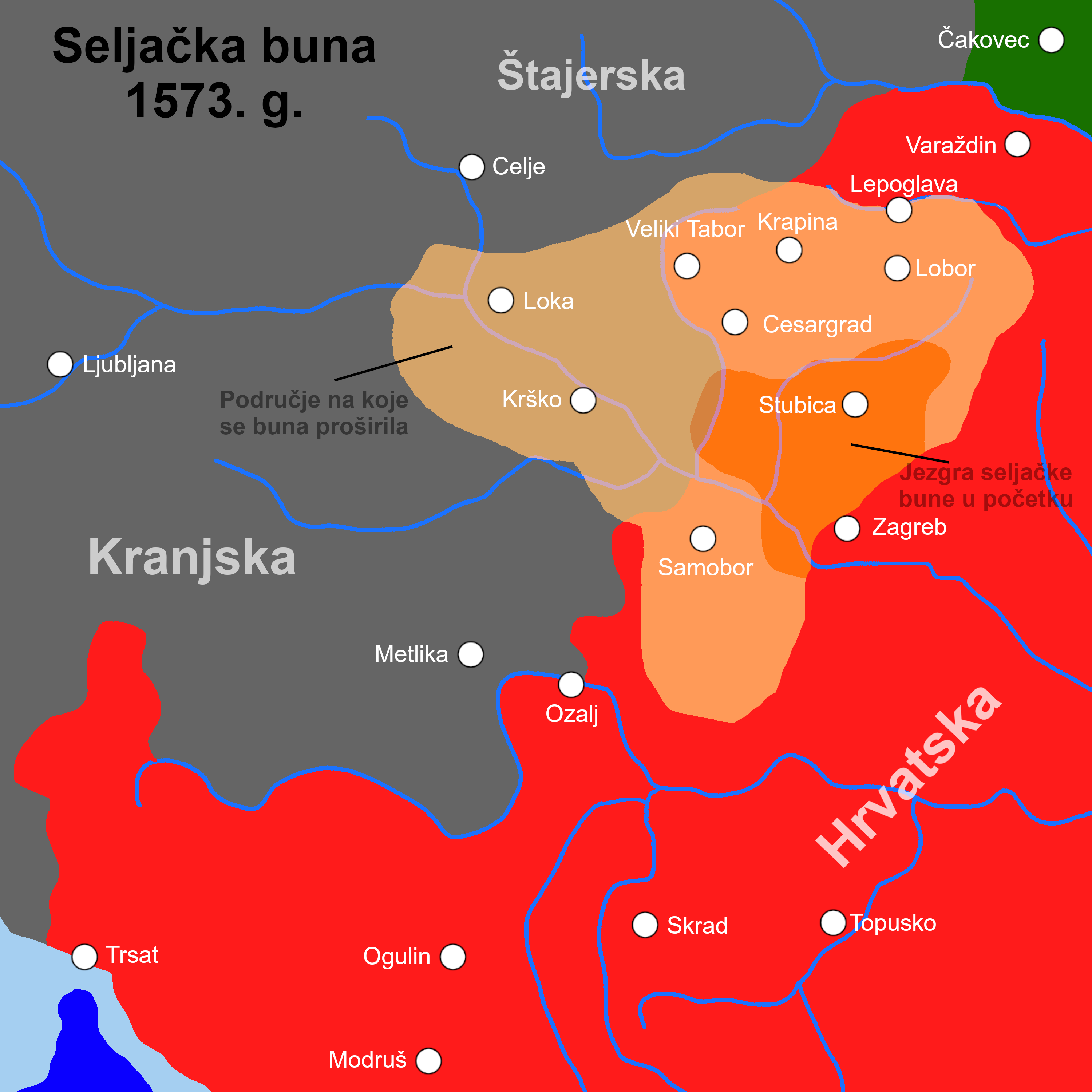
Kroatisch-slowenischer Bauernaufstand im Jahr 1573

Der kroatisch-slowenische Bauernaufstand brach schließlich in der Nacht vom 27. auf den 28. Januar 1573 mit dem Angriff auf Cesargrad aus bei dem die Burg von Franjo Tahy geplündert und niedergebrannt worden war. Nachdem die Benachrichtigung über den Aufstand den Ban Juraj Drašković erreichte wendete er sich sofort hilfesuchend an König Maximilian II. in Wien und an den Kommandanten der Žumberak-Uskoken Jošt Josip Thurn um einen militärischen Beistand. Dabei spielte die schnelle Zusammenkunft der Feudalherren und deren Übereinstimmung ihrer beschlossenen Gegenmaßnahmen eine wichtige Rolle um die Aufständischen schnell aufzuhalten. Die Bauern verweigerten dem König Maximilian zwar nicht die Treue, doch aus dem Kreis des kroatischen Adels verbreitete sich das Gerücht, dass Matija Gubec zum Bauernkönig ausgerufen worden sei und dass er die Autorität des Königs in Frage stelle und auch leugne. Obwohl der Erzherzog Karl und die Uskoken aus dem Žumberak-Gebirge ein Heer entsandte, um die Bauernarmee niederzuschlagen, erzielten die Rebellen bereits in der ersten Woche bedeutende Erfolge. Dabei wurde durch Ilija Gregorićs die Ortschaft Brežice und die Gupčevo-Festung Šabac bei Krapina erobert.
Die Lage vor Ort änderte sich am 5. Februar 1573, als die Armee der Žumberak-Uskoken in der Nähe von Krško einem Teil der Bauernarmee eine schwere Niederlage zufügte. Bereits am darauffolgenden Tag besiegte die Armee des Königs unter der Führung ihres Befehlshabers Gašpar Alapić die Truppen der Bauern in der Nähe von Kerestinec. Die schweren Verluste der aufständischen Bauern brachen deren Moral und es folgten mehrere weitere Niederlagen. Zur gleichen Zeit versammelte Juraj Drašković in Zagreb eine Armee für den weiteren Kampf und die finale Auseinandersetzung mit den Rebellen und Aufständischen im kroatischen Hrvatsko Zagorje. Am 8. Februar 1573 wurden die Truppen von Ilija Gregorić in der Nähe von Stubičke Toplice besiegt und Teile der Armee von Matija Gubec blieben mit etwa 6000 Mann auf sich alleine gestellt.

## Zerschlagung und Ende des Aufstands

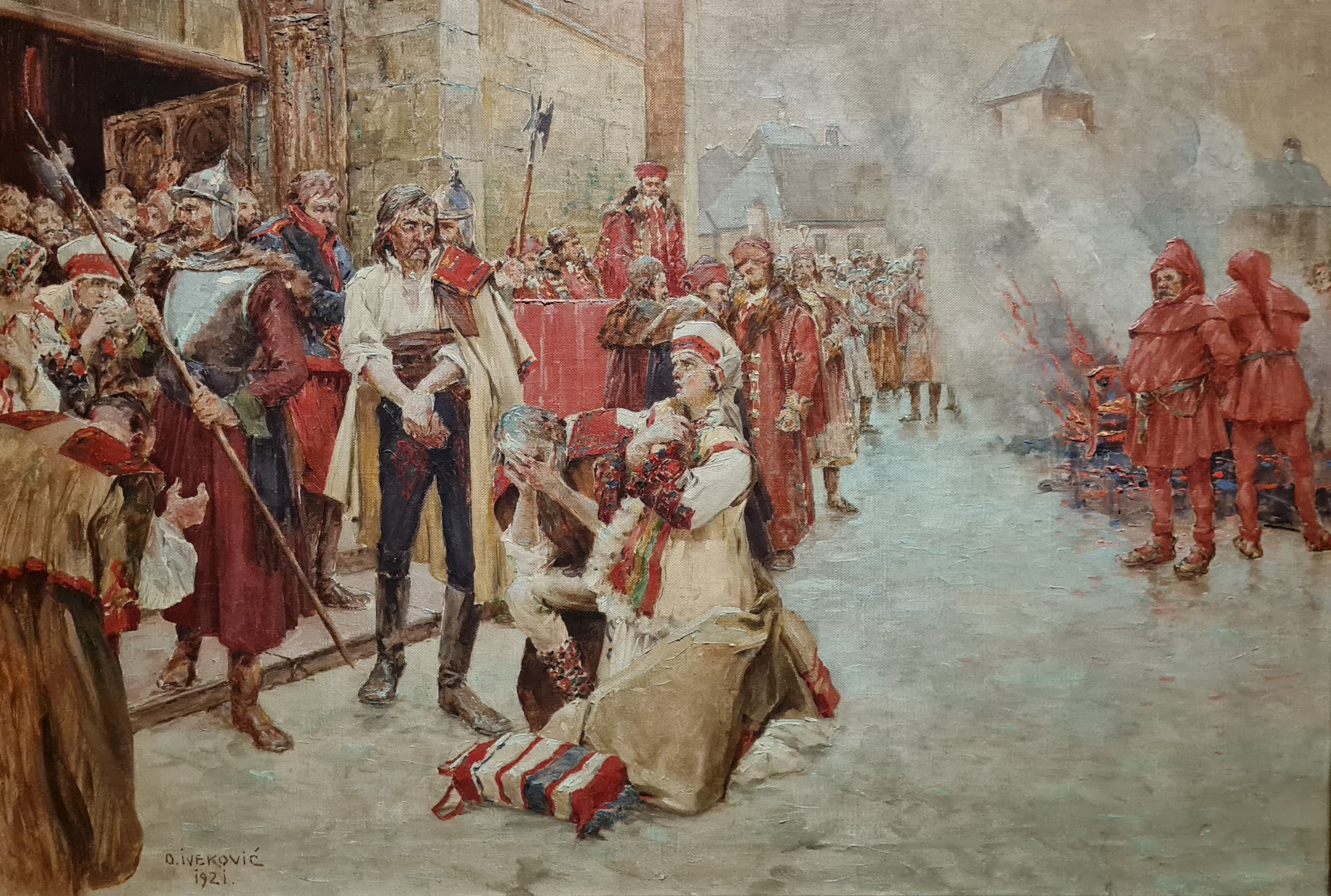
Gemälde von Oton Iveković aus dem Jahr 1912 – Hinrichtung von Matija Gubec

Die entscheidende Schlacht im Jahr 1573, die das Ende des Bauernaufstands markierte, fand am 9. Februar auf einem Feld zwischen Stubičke Toplice und Donja Stubica statt, nachdem sich die Truppen von Gregorić und Gubec wieder neu formierten. Die Streitkräfte des Adels unter der Führung von Gašpar Alapić griffen eine sehr schlecht bewaffnete Bauernarmee an, die weder über eine Kavallerie noch Kanonen verfügte. Die Bauern waren für den Kampf gegen die königstreuen Truppen schlecht ausgebildet und zahlenmäßig unterlegen, leisteten trotz alle dem einen erbitterten Widerstand. Dennoch konnten sie dabei eine Niederlage nicht verhindern. Zahlreiche Bauern wurden getötet, darunter auch Ivan Mogaić, einer der Anführer des Aufstands. Der Rest der Leibeigenen floh in dem Chaos und ein großer Teil wurde zusammen mit Matija Gubec gefangen genommen.
Matija Gubec wurde danach zum Tode verurteilt und am 15. Februar 1573 auf dem Markusplatz in Zagreb zunächst durch ein Aufsetzen einer glühenden Eisenkrone grausam gefoltert und anschließend gevierteilt.
Weitere Vergeltungsmaßnahmen durch die Feudalherren an der Bevölkerung folgten, bei dem eine große Anzahl der Leibeigenen hingerichtet und brutal verstümmelt wurden. Dabei handelte es sich um eine reine Machtdemonstration und eine Warnung an alle, um solche Aufstände in Zukunft nicht noch einmal zu wiederholen.
Ilija Gregorić konnte zunächst fliehen, wurde aber bereits am 20. Februar 1573 in der Nähe von Jasenovac verhaftet, vermutlich versuchte er sich nach Bosnien abzusetzen das zu dem Zeitpunkt zum osmanischem Reich gehörte. Er wurde nach Wien zum Verhör gebracht. Nach Abschluss der dortigen Ermittlungen überstellte man ihn wieder nach Zagreb, wo er ebenfalls wie die anderen Verantwortlichen des Aufstands zuvor, im Jahr 1574 hingerichtet wurde.